# Снайфелльсбайр
Снайфелльсбайр (Снайфедльсбайр, исл. Snæfellsbær) — община на западе Исландии в регионе Вестюрланд. В 2020 году в общине на 682 км² проживало 1679 человек.
Община Снайфедльсбайр была образована 11 июня 1994 года в результате слияния четырёх небольших городских и сельских общин: Оулавсвикюркёйпстадир, Стадарсвейт, Брейдювикюрсхреппюр, Несхреппюр-утан-Еннис . В настоящее время община Снайфедльсбайр охватывает всю западную оконечность полустрова Снайфедльснес до земель общин Грюндарфьярдарбайр на северо-востоке и Эйя- и Миклахольтсхреппюр на юго-востоке.
Название происходит от названия вулкана Снайфедль (исл. Snæfell; на вершине которого находится ледник Снайфедльсйёкюдль), вокруг которого расположена бо́льшая часть территории общины Снайфедльсбайр.
В общине есть три городских населённых пункта — города Хедлиссандюр (население 406 чел.), Риф (137 чел.) и Оулавсвик (988 чел.), несколько небольших посёлков (Хедльнар, Аднастапи, Будир и т.д.) и сельских поселений. На территории общины расположен Национальный парк Снайфедльсйёкюдль, площадью около 170 км².
Основное занятие жителей общины — туризм, рыболовля и рабопереработка.
По территории общины проходят участок дороги регионального значения — Снайфедльснесвегюр 54, а также дороги местного значения Jökulhálsleið 570, Ölkelduvegur 571, Dritvíkurvegur 572, Útnesvegur 574 и Öndverðanesvegur 579. Имеется небольшой аэропорт, который находится в 1 км к югу от города Риф.

## Население
Источник: Mannfjöldi eftir kyni, aldri og sveitarfélögum 1998-2021 (исл.). hagstofa.is. Reykjavík: Hagstofa Íslands [Статистическая служба Исландии]. Дата обращения: 16 октября 2021.